# Kyle Wiltjer
Kyle Gregory Wiltjer (Portland, 20 ottobre 1992) è un cestista statunitense con cittadinanza canadese.
È il figlio di Greg Wiltjer, cestista canadese e fratello di Jordan Adams, cestista WNBA.

## Carriera
Con il Canada ha disputato i Campionati mondiali del 2019.

## Statistiche

### College
| Anno       | Squadra           | PG  | PT | MP   | TC%  | 3P%  | TL%  | RP  | AP  | PRP | SP  | PP   |
| ---------- | ----------------- | --- | -- | ---- | ---- | ---- | ---- | --- | --- | --- | --- | ---- |
| 2011-2012† | Kentucky Wildcats | 40  | 0  | 11,6 | 43,8 | 43,2 | 81,5 | 1,8 | 0,4 | 0,1 | 0,4 | 5,0  |
| 2012-2013  | Kentucky Wildcats | 33  | 10 | 23,8 | 42,1 | 36,7 | 81,0 | 4,2 | 1,5 | 0,4 | 0,4 | 10,2 |
| 2014-2015  | Gonzaga Bulldogs  | 38  | 37 | 27,6 | 54,0 | 46,6 | 78,9 | 6,2 | 1,9 | 0,5 | 0,7 | 16,8 |
| 2015-2016  | Gonzaga Bulldogs  | 36  | 36 | 33,6 | 49,1 | 43,7 | 85,7 | 6,3 | 1,5 | 0,4 | 0,8 | 20,4 |
| Carriera   | Carriera          | 147 | 83 | 23,8 | 48,7 | 42,5 | 82,4 | 4,6 | 1,3 | 0,3 | 0,6 | 13,0 |

### NBA

#### Regular Season
| Anno      | Squadra         | PG | PT | MP  | TC%  | 3P%  | TL%  | RP  | AP  | PRP | SP  | PP  |
| --------- | --------------- | -- | -- | --- | ---- | ---- | ---- | --- | --- | --- | --- | --- |
| 2016-2017 | Houston Rockets | 14 | 0  | 3,1 | 28,6 | 30,8 | 50,0 | 0,7 | 0,1 | 0,2 | 0,1 | 0,9 |
| Carriera  | Carriera        | 14 | 0  | 3,1 | 28,6 | 30,8 | 50,0 | 0,7 | 0,1 | 0,2 | 0,1 | 0,9 |

#### Playoffs
| Anno     | Squadra         | PG | PT | MP  | TC% | 3P% | TL% | RP  | AP  | PRP | SP  | PP  |
| -------- | --------------- | -- | -- | --- | --- | --- | --- | --- | --- | --- | --- | --- |
| 2017     | Houston Rockets | 1  | 0  | 5,0 | 100 | 100 | -   | 0,0 | 0,0 | 0,0 | 0,0 | 3,0 |
| Carriera | Carriera        | 1  | 0  | 5,0 | 100 | 100 | -   | 0,0 | 0,0 | 0,0 | 0,0 | 3,0 |

### Eurolega
| Anno      | Squadra    | PG | PT | MP  | TC%  | 3P%  | TL%  | RP  | AP  | PRP | SP  | PP  |
| --------- | ---------- | -- | -- | --- | ---- | ---- | ---- | --- | --- | --- | --- | --- |
| 2017-2018 | Olympiakos | 24 | 2  | 9,6 | 47,6 | 42,0 | 66,7 | 1,4 | 0,1 | 0,2 | 0,1 | 4,5 |
| Carriera  | Carriera   | 24 | 2  | 9,6 | 47,6 | 42,0 | 66,7 | 1,4 | 0,1 | 0,2 | 0,1 | 4,5 |

### Eurocup
| Anno      | Squadra       | PG | PT | MP   | TC%  | 3P%  | TL%  | RP  | AP  | PRP | SP  | PP   |
| --------- | ------------- | -- | -- | ---- | ---- | ---- | ---- | --- | --- | --- | --- | ---- |
| 2018-2019 | Málaga        | 19 | 16 | 19,4 | 44,4 | 33,7 | 78,6 | 3,4 | 1,3 | 0,3 | 0,3 | 10,3 |
| 2023-2024 | Reyer Venezia | 16 | 0  | 21,9 | 50,0 | 42,7 | 87,9 | 3,5 | 1,6 | 0,4 | 0,2 | 12,2 |
| 2024-2025 | Reyer Venezia | 18 | 13 | 21,2 | 44,1 | 27,2 | 89,4 | 3,4 | 1,6 | 0,7 | 0,2 | 11,8 |
| Carriera  | Carriera      | 53 | 29 | 20,8 | 45,9 | 34,3 | 86,1 | 3,4 | 1,5 | 0,4 | 0,2 | 11,4 |

## Palmarès

### Squadra
- Campione NCAA (2012)
- Basketball Champions League: 1

Canarias: 2021-2022

### Individuale
- Basketball Champions League Second Best Team

Türk Telekom: 2019-2020